# Leptosphaeria periclymeni
Leptosphaeria periclymeni är en svampart som beskrevs av Oudem. 1888. Leptosphaeria periclymeni ingår i släktet Leptosphaeria och familjen Leptosphaeriaceae.   Inga underarter finns listade i Catalogue of Life.